# Nicaragua en los Juegos Olímpicos de Los Ángeles 1984
Nicaragua estuvo representada en los Juegos Olímpicos de Los Ángeles 1984 por cinco deportistas masculinos que compitieron en tres deportes.
El equipo olímpico nicaragüense no obtuvo ninguna medalla en estos Juegos.